# Sarah Shevon
Sarah Shevon, née le 10 juillet 1984 à Grass Valley (Californie), est une actrice américaine de films pornographiques.

## Biographie
Ses parents sont des hippies, ils divorcent quand elle a 7 ans. Elle a été élevée par son père, étudiant le théâtre au collège.
Elle commence la pornographie à l'âge de 24 ans.
En juillet 2010, elle déménage à Los Angeles pour travailler dans la maison de production de Mark Spiegler.

## Filmographie sélective
- 2009 : 
  - Upper Floor: Welcome Madeline
  - Real Swinger's Orgy
- 2010 : 
  - White Girls Get Busy 2
  - Sloppy Girl 1
- 2011 : 
  - Women Seeking Women 76
  - Spider-Man XX: A Porn Parody
  - Mother-Daughter Exchange Club 18
  - Lesbian Seductions 35
  - Lesbian Seductions 38
  - Girls Kissing Girls 7
- 2012 : 
  - Orgy II : The XX championship
  - Wasteland
- 2013 : 
  - Women Seeking Women 76
  - Ass Party 5
- 2014 : Yoga Girls 2
- 2015 : Women Seeking Women 116
- 2016 : Love To Lick
- 2017 : Slob Jobz
- 2018 : Ass Tricks All-Stars (compilation)

### Distinctions
Récompense
Nominations
- 2012, AVN Awards :
  - Best All-Girl Group Scene - Belladonna: Sexual Explorer, avec Belladonna et Sinn Sage.
  - Best POV Sex Scene - Pov Pervert 14, avec Mike John.
  - Best Three-Way Sex Scene (G/G/B) - Pervert, avec Lily LaBeau et Otto Bauer.
- 2013, AVN Awards :
  - Best Double Penetration Sex Scene - Elastic Assholes 10, avec Sean Michaels et D. Snopp.
  - Best Oral Sex Scene - Let Me Suck You.